# Donna Hay
Donna Hay (Sydney, 28 januari 1970) is een Australische voedselstylist en schrijfster. Ze is bekend vanwege haar televisieprogramma Fast, Fresh, Simple.
Hay schreef in totaal veertien kookboeken, die allemaal bestsellers werden. Haar boeken zijn populair vanwege de simpele gerechten en de bijzondere fotografie. In 2007 werd ze gekozen tot een van de zeven beste auteurs van kookboeken ter wereld. Sinds 2001 heeft zij haar eigen Donna Hay Magazine. In 2006 werd ze food editor bij de Australische Marie Claire. Ook was ze als voedseldeskundige verbonden aan The Age en The Sydney Morning Herald. In 2011 kreeg ze haar eigen televisieserie Fast, Fresh, Simple. Het programma wordt wereldwijd uitgezonden en is in Nederland te zien bij 24Kitchen en in Vlaanderen op Njam!.
Donna Hay heeft twee zonen en is getrouwd met Bill Wilson.